# Térey Pál

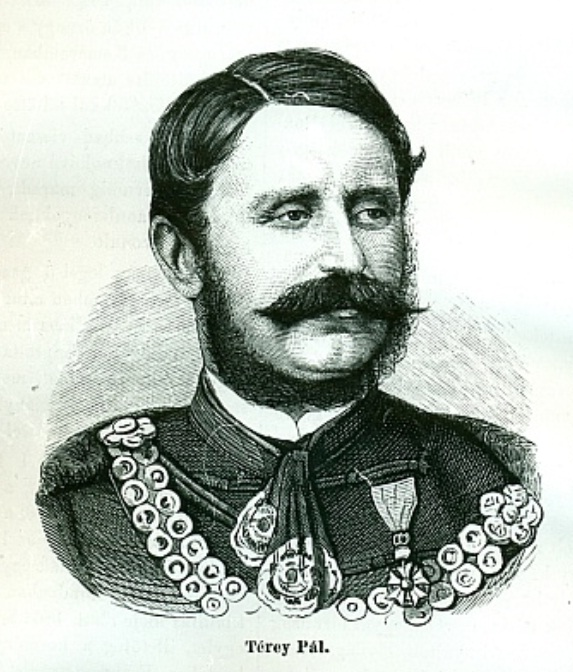
Térey Pál, az 1867-es párizsi világkiállítás magyar országos biztosa, az éppen megkapott becsületrenddel.

Térey Pál, Flekl (Nagykároly, 1831. augusztus 28. – Promontor (Budafok), 1883. június 12.) honvédtiszt, országgyűlési képviselő, őrnagy, magyar országos kiállítási biztos Párizsban.

## Élete
Tanulmányait főként bennlakásos egyházi diákotthonokban, majd 1847-ben Pesten végezte. 1848-ban lépett be a Miklós-huszárok ezredébe hadapródként, júliusban már tiszti rangja volt, 1849 márciusában kapitány lett. 1849. augusztus 3-án őrnaggyá nevezték ki, egyúttal Klapka György szárnysegéde lett Komáromban.
Innen a kapituláció után külföldre ment és a müncheni egyetemen folytatta tanulmányait. 1850-ben visszatért, majd Szatmár vármegye titkárává nevezték ki, ebben a tisztségében a Bach-féle definitívumig maradt, majd leköszönt. Később gazdászati tanulmányokat kezdett meg, látogatást tett Németország legelső gazdászati intézeteiben, 1857-ben Angliába utazott, hogy itt folytassa tanulmányait.
1860-ban hazatért, az 1862-es világkiállításon már a magyar gazdák egyletének főügyvivői tisztjét töltötte be, s az egész kiállítás ideje alatt Londonban tartózkodott. 1864-ben az országos gazdasági egylet és a kormány felszólítására Franciaországba utazott, hogy az ottani újabb kendertermesztési és feldolgozási rendszerekről jelentést tegyen. 1865-ben a magyar országos gazdasági kiállítás tagja, bírálója és egyben előadója lett, ugyanezen évben a képviselőház tagjává választották, a háznagy helyettesítésére.
1867-ben az ország központi bizottmánya megválasztotta Magyarország biztosának és képviselőjének neveztetett ki a párizsi világkiállításon. 1867. július 1-jén III. Napóleon francia császár a Becsületrend lovagjává nevezte ki, és még abban a hónapban a Francia Akadémia is beválasztotta a tagjai közé. Elnyerte a Vaskorona-rendet és a Ferenc József-rend lovagja kitüntetést.
Később a Rabey és Társa angliai gőzgépgyár magyarországi meghatalmazottja, valamint a Werndl-féle fegyvergyárnak meghatalmazott képviselője volt. Számos cikkét közölte a Vadász- és Versenylap (1857-59.), a Gazdasági Lapok (1858-59., 1861., 1864-65., 1868.), a Falusi Gazda (1859.), és a Magyar Gazda (1859., 1861-62.).

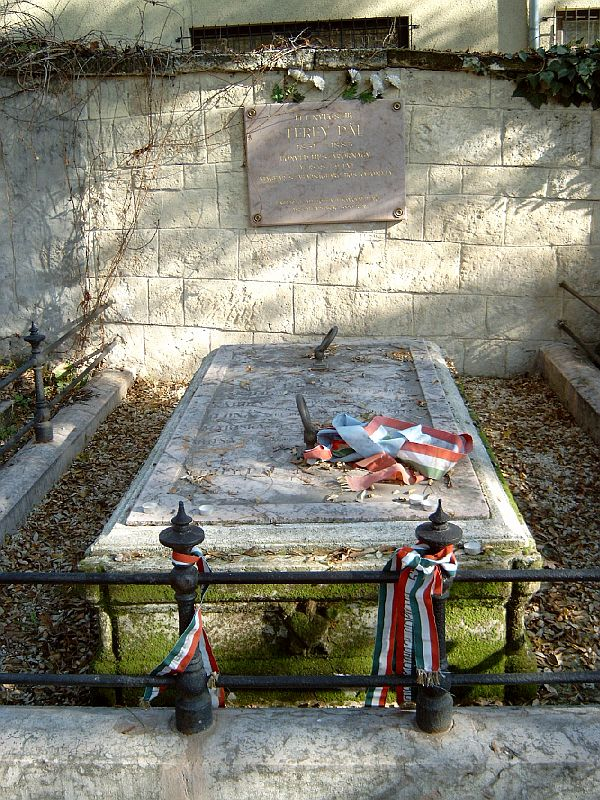
Térey Pál sírja Budapesten. Budafoki temető: 20-1-17.

## Munkái
- Angol-skóthoni napló 1858. és 1859. 8 angol aczélmetszés, kő- és fametszetekkel. Pest, 1859. (Ism. Girókuti Képes Naptára 1860.).
- Bower angol nemzeti kőszén-gáz készüléke. Magán-lakok, gazdasági épületek, templomok, gyárak kivilágítására. Tulajdonos és készítő J. T. B. Porter Lincolnban. Uo. 1859. (Előbbi munkából különnyomat.)

## Külső hivatkozások
- Térey Pál sírhelye a budafoki temetőben